# Lev livet leende
Lev livet leende är en svensk film från 1921 i regi av Pauline Brunius. 

## Om filmen
Filmen premiärvisades 21 februari 1921 i Stockholm. Filmen spelades in vid Skandiaateljén, på Långängen i Stocksund av Carl Gustaf Florin.

## Roller
- Olof Winnerstrand - herr Vinner
- Frida Winnerstrand - fru Vinner
- Palle Brunius - Putte
- Eyvor Lindberg - Lillan
- Ragnar Arvedson -	man på spårvagn